# 森本荘三郎
森本 荘三郎（もりもと しょうざぶろう、1863年7月28日（文久3年6月13日） - 1911年（明治44年）7月31日）は、日本の政治家、衆議院議員（2期）。

## 経歴
丹波国多紀郡篠山河原町、のちの兵庫県多紀郡篠山町（篠山市を経て現丹波篠山市河原町）出身。篠山町会議員、兵庫県会議員、同常置委員、同郡部会議長、所得税審査委員、篠山町長となる。また、蚕糸業組合長、共同貯蓄銀行、百三十七銀行各取締役、多紀郡醸造組合長を務め、製紙場、製糸場、篠山電話会、篠山電燈会社を創立、地方産業の発展に尽力した。
1895年の衆議院兵庫3区の補欠選挙で当選。1898年の第5回衆議院議員総選挙は不出馬。1903年の第8回衆議院議員総選挙において兵庫県郡部から立憲政友会公認で立候補して当選した。衆議院議員を2期務め、1904年の第9回衆議院議員総選挙は不出馬。1911年に死去した。